# Heinz Sommer (Widerstandskämpfer)
Heinz Sommer (* 1894; † 1944 in Coswig (Anhalt)) war ein deutscher Widerstandskämpfer gegen den Nationalsozialismus.

## Leben
Sommer war Mitglied der SPD und arbeitete in der Maschinenfabrik Buckau R. Wolf im Magdeburger Stadtteil Buckau. Auch in der Zeit der nationalsozialistischen Gewaltherrschaft war er politisch aktiv und arbeitete in einer Widerstandsgruppe mit. Er gab während des Zweiten Weltkriegs Informationen ausländischer Radiosender weiter und hielt Kontakt mit Kriegsgefangenen. Er unterstützte sowjetische Kriegsgefangene. Hierfür wurde er von der Gestapo verhaftet und im Zuchthaus Coswig interniert. Hier verstarb er 1944.
Die Stadt Magdeburg hat ihm zu Ehren eine Straße als Heinz-Sommer-Weg benannt.